# LeFaso.net
Lefaso.net — интернет-СМИ Буркина-Фасо, основанное Сириаком Паре и Абдель-Азизе Уэдраого с целью «обеспечить широкое освещение новостей [Буркина-Фасо] благодаря надлежащему использованию информационно-коммуникационных технологий».

## История
Информационный портал был создан в 1999 году под названием «Burkinet.com»; но впоследствии разрушен пиратами. Под своим нынешним названием был возобновлён 20 октября 2003 года добровольцами, а в 2010 году три акционера преобразовали его в компанию с ограниченной ответственностью с капиталом в один миллион франков КФА.

## Структура и аудитория
Lefaso.net насчитывает около тридцати сотрудников и около двадцати журналистов и имеет сеть корреспондентов в городе Бобо-Диуласо и странах Франции, Германии, США, Кот-д’Ивуаре и Испанияи.
В 2018 году это был самый посещаемый сайт Буркина-Фасо (после американских платформ, таких как Google или Facebook) с 50 000 посещений в день. 26 октября 2019 года портал открыл студию по производству видеороликов для разработки своей веб-платформы телевидения.

## Награды
22 декабря 2011 года Высший совет связи наградил его медалью кавалера ордена «За заслуги перед искусством, литературой и связью».